# Biserica de lemn din Zalha

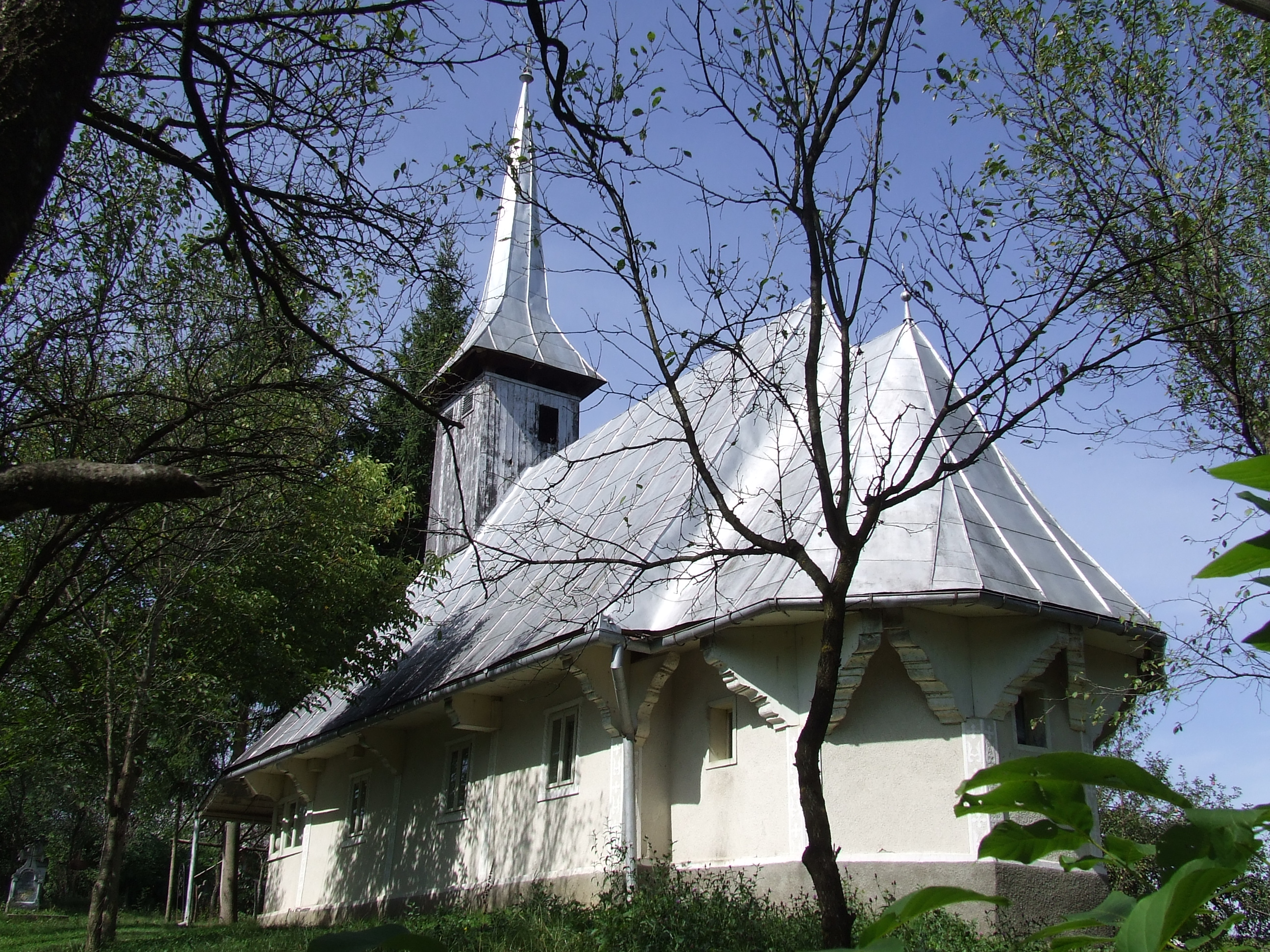
Biserica de lemn din Zalha

Biserica de lemn din Zalha se află în localitatea omonimă din județul Sălaj și este ridicată în anul 1821. Biserica lipsește de pe lista monumentelor istorice.

## Istoric
Inscripția de la intrarea în naos face un mic sumar al istoricului construcției: "Edificată în 1821. Zugrăvitu-s-a în 1882. Rezugrăvitu-s-a în 1966. Zugrăvită din nou de Ciurean Ioan". Datele istorice de început sunt completate de o inscripție pe piciorul altarului, pe latura din față: "Anu 1828 Maiu 21", și pe latura de sud: "La meșterit Farcaș Simion" și pe dos: "... Înălțatul împărat Francisc ... sale Ioan Bob".